# David in de ochtend
David in de ochtend was een ochtendprogramma van maandag tot vrijdag tussen 6 - 9 op Radio Donna. Dit werd gepresenteerd door David Van Ooteghem en zijn sidekick Lotte Stevens. De eerste uitzending van David in de ochtend was op 12 november 2007.

## Geschiedenis
- Els Ermens was de sidekick van David van 12 november 2007 tot 21 januari 2008.
- Anneleen Liégeois was van 21 januari tot 27 juni de sidekick van David. Ze koos er zelf voor om niet meer bij de ochtend te zitten.
- Lotte Stevens was de sidekick van David sinds 1 september tot het einde van Donna.

## Speedlied
Elke week kwam Arne Vanhaecke op bezoek. Arne schreef op een half uur een actuele hit. Deze werd het 'speedlied' genoemd. Arne won de radio 2 'schrijf er maar één' wedstrijd met zijn nummer 'Luisje'.

## Microman
Microman trok eropuit in het eerste seizoen om Vlaanderen een vraag te stellen. Zijn aankondiging luidde: Klein van gestalte maar gezegend met een enorm grote microfoon 'Microman'.

## Open Phone
In het eerste seizoen was er een open phone. In deze rubriek werd er een nieuw nummer voorgesteld waarop mensen rechtstreeks op konden reageren door te bellen.
Enkele artiesten die deelgenomen hadden:
- Jeroen van der Boom
- Nicole en Hugo
- De Kreuners
- Isabelle A
- Natalia
- Eline De Munck
- Udo
- Christoff
- Geert Hunaerts
- K3
- Wendy Van Wanten

## Podcast
Elke week werd er een podcast gemaakt over de hoogtepunten die er de laatste week in zijn programma gebeurd waren.